# Мелвілл (півострів)
Мелвілл (англ. Melville Peninsula) — великий півострів в канадській Арктиці, що з 1999 року входить до складу території Нунавут (до того часу входив до складу округу Франклін). Півострів відділений від острова Саутгемптон протокою Фрозен.